# Bath (cràter)
Bath és un cràter sobre la superfície de (951) Gaspra, situat amb el sistema de coordenades planetocèntriques a 13.4 ° de latitud nord i 9.7 ° de longitud est. Fa un diàmetre de 0.9 km. El nom va ser fet oficial per la UAI l'any 2003 i fa referència a Bath, una ciutat anglesa amb balneari.